# (25817) Tahilramani
(25817) Tahilramani est un astéroïde de la ceinture principale d'astéroïdes.

## Description
(25817) Tahilramani est un astéroïde de la ceinture principale d'astéroïdes. Il fut découvert le 29 février 2000 à Socorro (Nouveau-Mexique) par le projet LINEAR. Il présente une orbite caractérisée par un demi-grand axe de 3,09 UA, une excentricité de 0,16 et une inclinaison de 1,2° par rapport à l'écliptique.

## Compléments